# Međulužje
Međulužje (em cirílico:Међулужје) é uma vila da Sérvia localizada no município de Mladenovac, pertencente ao distrito de Belgrado, nas regiões de Šumadija e Kosmaj. Possuía uma população de 2431 habitantes segundo o censo de 2002.

## Demografia
| 1948 | 1953  | 1961  | 1971  | 1981  | 1991  | 2002  |
| ---- | ----- | ----- | ----- | ----- | ----- | ----- |
| 994  | 1 034 | 1 224 | 1 480 | 1 792 | 2 406 | 2 431 |